# Cleoxestus
Cleoxestus is een geslacht van hooiwagens uit de familie Assamiidae.
De wetenschappelijke naam Cleoxestus is voor het eerst geldig gepubliceerd door Roewer in 1954. 

## Soorten
Cleoxestus is monotypisch en omvat slechts de volgende soort:
- Cleoxestus luteipictus